# Tetraplodon fuegianus
Tetraplodon fuegianus là một loài rêu trong họ Splachnaceae. Loài này được Besch. mô tả khoa học đầu tiên năm 1885.